# Rebecca Marinová
Rebecca Marinová (* 16. prosince 1990 Toronto) je kanadská profesionální tenistka. Ve své dosavadní kariéře na okruhu WTA Tour nevyhrála žádný turnaj. Jednu deblovou trofej vybojovala v sérii WTA 125. V rámci okruhu ITF získala patnáct titulů ve dvouhře a tři ve čtyřhře.
Na žebříčku WTA byla nejvýše ve dvouhře klasifikována v červenci 2011 na  38. místě a ve čtyřhře pak v březnu 2022 na 156. místě.
Na okruhu WTA debutovala v roce 2006, když obdržela divokou kartu do kvalifikace Rogers Cupu v Montréalu. První grandslam odehrála na US Open 2010, kde po výhrách třech kvalifikačních kol postoupila do hlavní soutěže. V úvodním kole porazila Rusku Xéniji Pervakovou a následně podlehla světové čtyřce Venus Williamsové.
V letech 2010 a 2011 byla vyhlášena Kanadskou tenistkou roku. V roce 2013 se rozhodla na neurčito přerušit tenisovou kariéru. V mezidobí studovala anglickou literaturu na Univerzitě Britské Kolumbie a stala se veslařkou tamního univerzitního týmu. Během října 2017 oznámila záměr návratu na tenisový okruh, jenž se oddálil v důsledku administrativní regulace Mezinárodní tenisové federace. Z první odehrané série tří turnajů v obnovené kariéře, v turecké Antalyi s dotacemi 15 tisíc dolarů, si v průběhu února 2018 odvezla tři tituly ITF.
V kanadském fedcupovém týmu debutovala v roce 2011 utkáním 2. světové skupiny proti Srbsku, v němž vyhrála s Krunićovou a podlehla Jovanovské. Srbky zvítězily 3:2 na zápasy. Následně odehrála druhou světovou baráž 2011. V týmu se opět objevila až v roce 2019 ve druhé Světové skupině proti Nizozemsku a navazující baráži.  V roce 2023 byla členkou vítězného kanadského týmu. Do roku 2024 v soutěži nastoupila k devíti mezistátním utkáním s bilancí 4–7 ve dvouhře a 3–2 ve čtyřhře.

## Soukromý život
Narodila se roku 1990 v Torontu do rodiny s italskými kořeny. Prarodiče z otcovy strany se narodili v sicilském městě Caltanissetta. Ve dvou letech se s rodiči přestěhovala do Vancouveru, kde vyrostla. Strýc George Hungerford se stal olympijským vítězem na Letní olympiádě 1964 ve veslování, v kategorii dvojka bez kormidelníka. Mladší bratr Steven také vesloval za Kalifornskou univerzitu.
V pěti letech ji matka přihlásila na badminton, jenž v deseti letech vystřídala za tenis. Ve věku 14 let vyhrála první amatérský turnaj Stanley Park Open ve Vancouveru, čímž se stala nejmladší vítězkou v jeho tehdejší 75leté historii. Mezi srpnem 2008 a dubnem 2009 trénovala v Davosu s německou koučkou Ninou Nittingerovou. Poté se přestěhovala do Montréalu, kde se začala připravovat v Národním tenisovém centru.

## Finále na okruhu WTA Tour
| Legenda                           |
| --------------------------------- |
| D – dvouhra; Č – čtyřhra          |
| Grand Slam (0)                    |
| Turnaj mistryň (0)                |
| Premier Mandatory & Premier 5 (0) |
| Premier (0)                       |
| International (0–1 D)             |

### Dvouhra: 1 (0–1)
| Stav       | č. | datum          | turnaj                 | povrch    | soupeřka ve finále   | výsledek |
| ---------- | -- | -------------- | ---------------------- | --------- | -------------------- | -------- |
| Finalistka | 1. | 19. února 2011 | Memphis, Spojené státy | tvrdý (h) | Magdaléna Rybáriková | 2–6skreč |

## Finále série WTA 125
| Legenda                  |
| ------------------------ |
| D – dvouhra; Č – čtyřhra |
| WTA 125 (1–0 Č)          |

### Čtyřhra: 1 (1–0)
| Stav    | č. | datum         | turnaj                    | povrch | spoluhráčka  | soupeřky ve finále                   | výsledek         |
| ------- | -- | ------------- | ------------------------- | ------ | ------------ | ------------------------------------ | ---------------- |
| Vítězka | 1. | červenec 2021 | Charleston, Spojené státy | antuka | Liang En-šuo | Erin Routliffeová Aldila Sutjiadiová | 5–7, 7–5, [10–7] |

## Finále na okruhu ITF
| Dotace turnajů okruhu ITF | Dotace turnajů okruhu ITF |
| ------------------------- | ------------------------- |
| 100 000 $ tournaments     | 80 000 $ tournaments      |
| 75 000 $ tournaments      | 60 000 $ tournaments      |
| 50 000 $ tournaments      | 25 000 $ tournaments      |
| 15 000 $ tournaments      | 10 000 $ tournaments      |

### Dvouhra (15 titulů)
| č.  | datum         | turnaj                     | povrch  | soupeřka ve finále | výsledek                |
| --- | ------------- | -------------------------- | ------- | ------------------ | ----------------------- |
| 1.  | srpen 2008    | Trecastagni, Itálie        | tvrdý   | Alice Moroniová    | 6–2, 6–2                |
| 2.  | září 2010     | Saguenay, Kanada           | tvrdý   | Alison Riskeová    | 6–4, 6–7(4–7), 7–6(7–5) |
| 3.  | říjen 2010    | Kansas City, Spojené státy | tvrdý   | Edina Gallovitsová | 6–7(4–7), 6–0, 6–2      |
| 4.  | říjen 2010    | Troy, Spojené státy        | tvrdý   | Ashley Weinholdová | 6–1, 6–2                |
| 5.  | říjen 2012    | Rock Hill, Spojené státy   | tvrdý   | Sharon Fichmanová  | 3–6, 7–6(7–5), 6–2      |
| 6.  | únor 2018     | Antalya, Turecko           | tvrdý   | Cristina Eneová    | 6–3, 6–3                |
| 7.  | únor 2018     | Antalya, Turecko           | tvrdý   | Nina Stadlerová    | 6–1, 6–4                |
| 8.  | únor 2018     | Antalya, Turecko           | tvrdý   | Gaia Sanesiová     | 6–2, 6–1                |
| 9.  | červen 2018   | Winnipeg, Kanada           | tvrdý   | Julia Glušková     | 7–6(7–3), 7–6(7–4)      |
| 10. | září 2018     | Lubbock, Spojené státy     | tvrdý   | Robin Andersonová  | 6–4, 6–1                |
| 11. | květen 2019   | Kurume, Japonsko           | koberec | Juki Naitóová      | 6–4, 7–6(7–0)           |
| 12. | červenec 2021 | Evansville, Spojené státy  | tvrdý   | Majo Hibiová       | 6–3, 3–6, 6–0           |
| 13. | březen 2022   | Arcadia, Spojené státy     | tvrdý   | Alycia Parksová    | 7–6(7–0), 6–1           |
| 14. | únor 2024     | Irapuato, Mexiko           | tvrdý   | Jule Niemeierová   | 6–1, 6–2                |
| 15. | červen 2024   | Ilkley, Spojené království | tráva   | Jessika Ponchetová | 4–6, 6–1, 6–4           |

### Čtyřhra (3 tituly)
| č. | datum         | turnaj                    | povrch | spoluhráčka         | soupeřky ve finále                     | výsledek       |
| -- | ------------- | ------------------------- | ------ | ------------------- | -------------------------------------- | -------------- |
| 1. | červenec 2008 | Evansville, Spojené státy | tvrdý  | Ellah Nzeová        | Courtney Dolehideová Kirsten Flowerová | 7–5, 6–3       |
| 2. | říjen 2008    | Southlak, Spojené státy   | tvrdý  | Beatrice Capraová   | Mary Gambaleová Elizabeth Lumpkinová   | 3–6, 6–4, 10–6 |
| 3. | červenec 2019 | Gatineau, Kanada          | tvrdý  | Leylah Fernandezová | Sü Ťie-jü Marcela Zacariasová          | 7–6(7–5), 6–3  |

## Finále soutěží družstev: 1 (1–0)
| Výsledek | č. | datum a místo konání                                                                             | spoluhráčky                                                                   | soupeřky                                                                                                 | skóre |
| -------- | -- | ------------------------------------------------------------------------------------------------ | ----------------------------------------------------------------------------- | --- | ----- |
| Vítězka  | 1. | Billie Jean King Cup 2023 12. listopadu 2023 Sevilla, Španělsko tvrdý (hala), Estadio La Cartuja | Leylah Fernandezová Eugenie Bouchardová Marina Stakusicová Gabriela Dabrowská | Itálie                                                                                                   | 2–0   |
| Vítězka  | 1. | Billie Jean King Cup 2023 12. listopadu 2023 Sevilla, Španělsko tvrdý (hala), Estadio La Cartuja | Leylah Fernandezová Eugenie Bouchardová Marina Stakusicová Gabriela Dabrowská | Jasmine Paoliniová Martina Trevisanová Elisabetta Cocciarettová Lucia Bronzettiová Lucrezia Stefaniniová | 2–0   |